# Палмер (архипелаг)
Палмер (англ. Palmer Archipelago) — архипелаг к западу от Антарктического полуострова, отделённых от него проливом Жерлаш. Наиболее крупные из островов Брабант, Анверс, Тауэр, Тринити, Хосизон, Льеж и Винкл (всего более тридцати).

## История
Архипелаг назван Андриеном де Жерлашем (руководителем Бельгийской антарктической экспедиции (1897—1899)) в честь американского мореплавателя-промысловика Натаниэля Палмера, который 16 ноября 1821 года достиг окрестностей острова Тринити и который во время плаваний в январе и ноябре 1821 года, возможно, исследовал острова и проливы южнее.
На архипелаге расположен ряд полярных исследовательских станций, в частности, американская полярная станция «Палмер» на острове Анверс, Аргентинская метеостанция Мельхиор (на острове Гамма в группе островов Мельхиор в бухте Дальмана между островами Брабант и Анверс), чилийская станция Ельчо (Yelcho) на острове Доумер.

## Иллюстрации

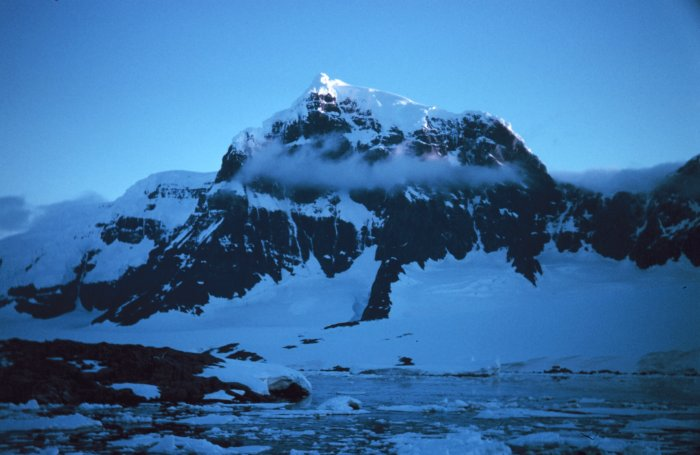
Остров Винкл